# Kerstin Suchan-Mayr

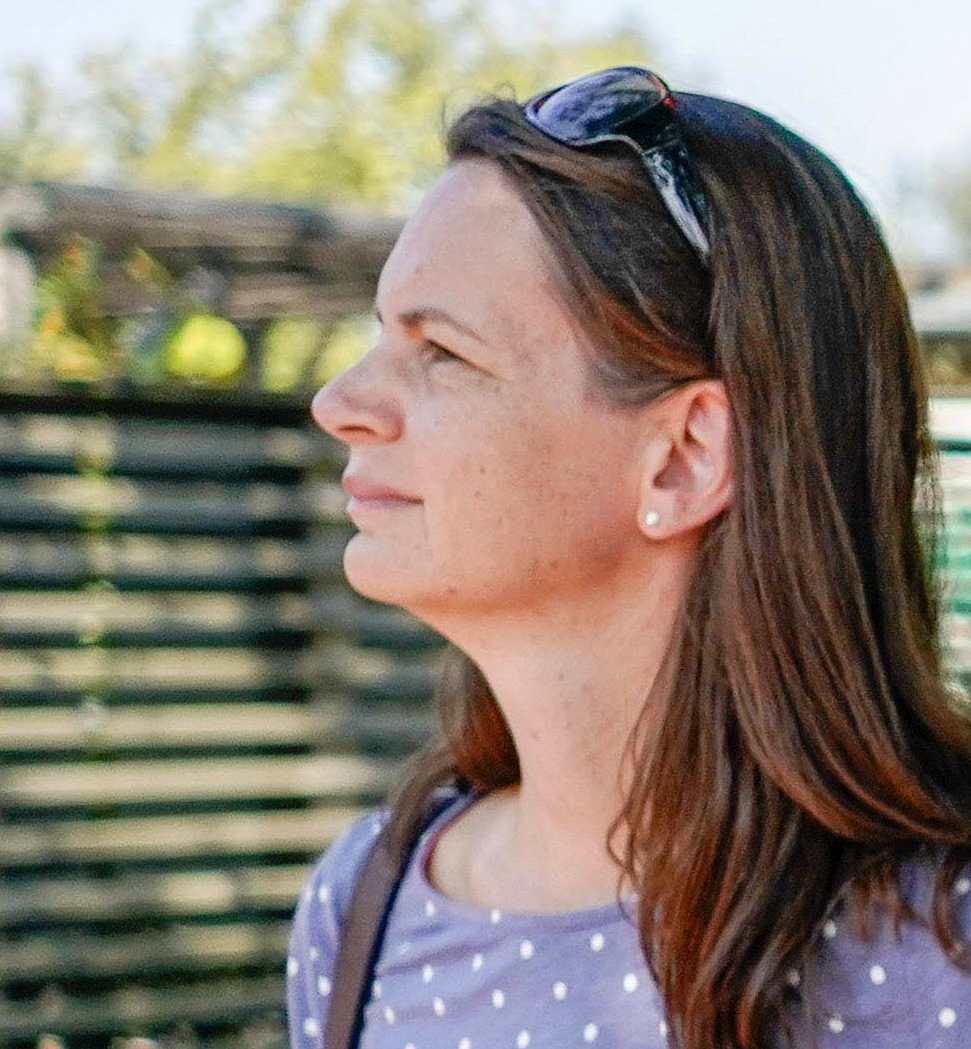
Kerstin Suchan-Mayr (2018)

Kerstin Suchan-Mayr (* 17. Juli 1975 als Kerstin Suchan) ist eine österreichische Politikerin der Sozialdemokratischen Partei Österreichs (SPÖ). Seit 2010 ist sie Bürgermeisterin der niederösterreichischen Stadtgemeinde St. Valentin, seit März 2018 ist sie Abgeordnete zum Landtag von Niederösterreich.

## Leben

### Ausbildung und Beruf
Kerstin Suchan-Mayr besuchte nach Volks- und Hauptschule in St. Valentin die Bundesbildungsanstalt für Kindergartenpädagogik (BAKIP) in Steyr, wo sie 1994 maturierte. Anschließend war sie als Kindergärtnerin am Landeskindergarten in Ebreichsdorf tätig. 1995 begann sie ein Studium der Soziologie an der Universität Linz, das Studium schloss sie 1999 mit einer Diplomarbeit zum Thema „Der einfache Arbeiter“ – immer wieder anfällig für rechtes Gedankengut? Mit besonderer Berücksichtigung der Freiheitlichen Partei Österreichs und einem internationalen Vergleich rechter Parteien als Magistra ab.
Neben dem Studium war sie als Interviewerin für das Österreichische Statistische Zentralamt tätig, nach Abschluss des Studiums war sie Interviewabteilungsleiterin bei einem Markt- und Meinungsforschungsinstitut. Ab 2000 arbeitete sie als Sozialpädagogin bei Rettet das Kind Niederösterreich und von 2008 bis 2010 bei Kidsnest Niederösterreich.

### Politik
Kerstin Suchan-Mayr war von 1999 bis 2000 Mitglied des Gemeinderat in St. Valentin, wo sie anschließend bis 2009 als Stadträtin für Jugend, Familie und Frauen fungierte. 2002/03 war sie außerdem Bundesvorsitzende der Jungen Generation Österreich. 2009 wurde sie Vizebürgermeisterin in St. Valentin, seit 2010 ist sie Bürgermeisterin von St. Valentin. Seit 2015 ist sie zudem Vizepräsidentin des Verbandes sozialdemokratischer  GemeindevertreterInnen in Niederösterreich (NÖ Gemeindevertreterverband, NÖ GVV).
Am 22. März 2018 wurde sie in der konstituierenden Landtagssitzung der XIX. Gesetzgebungsperiode als Abgeordnete zum Landtag von Niederösterreich angelobt, wo sie als Sprecherin für Budget und Finanzen, Familie, Kinder und Kinderbetreuung sowie kommunale Angelegenheiten fungiert. Nach dem Rücktritt von Parteiobmann Thomas Hagmüller übernahm sie 2020 den Vorsitz der SPÖ St. Valentin. Nach den Gemeinderatswahlen in Niederösterreich 2025 wurde sie mit 19 von 32 Stimmen als Bürgermeisterin wiedergewählt.

## Auszeichnungen
- 2025: Heiliger Florian des Bezirksfeuerwehrkommandos Amstetten[10]